# Liste des ministres français des Personnes handicapées
Cet article dresse la liste des membres du gouvernement français (ministres, ministres délégués, secrétaires d’État) chargés de la cause des personnes handicapées.
Les dates indiquées sont les dates de prise ou de cessation des fonctions, qui sont en général la veille de la date du JORF dans lequel est paru le décret de nomination.
Depuis le 27 septembre 2024, la titulaire est Charlotte Parmentier-Lecocq.
Initialement, le ministre des Solidarités, de l'Autonomie et de l'Égalité entre les femmes et les hommes, Paul Christophe, hérite du dossier du handicap dans le gouvernement Michel Barnier, sans que cela soit clairement mentionné dans son intitulé ni dans aucun portefeuille plus spécifique. Plusieurs associations et personnalités fustigent ce choix et obtiennent finalement la nomination d'une ministre déléguée quelques jours plus tard. Après la chute de ce gouvernement Barnier, celle-ci est reconduite dans ses fonctions dans le gouvernement François Bayrou le 23 décembre 2024.

## Cinquième République
Le tableau ci-dessous liste les personnalités membres du gouvernement français titulaires du poste responsable des personnes handicapées :
| Ministre ou secrétaire d'État | Intitulé                                                                                               | Ministre de tutelle   | Intitulé                                                                                | Gouvernement                     | Début             | Fin               |
| ----------------------------- | --- | --------------------- | --------------------------------------------------------------------------------------- | -------------------------------- | ----------------- | ----------------- |
| Marie-Madeleine Dienesch      | Secrétaire d'État,                                                                                     | Maurice Schumann      | Ministre d'État chargé des Affaires sociales                                            | Couve de Murville                | 12 juillet 1968   | 20 juin 1969      |
| Marie-Madeleine Dienesch      | Secrétaire d'État,                                                                                     | Robert Boulin         | Ministre de la Santé publique et de la Sécurité sociale                                 | Chaban-Delmas                    | 22 juin 1969      | 18 juillet 1969   |
| Marie-Madeleine Dienesch      | Secrétaire d'État à l'Action sociale et à la Réadaptation                                              | Robert Boulin         | Ministre de la Santé publique et de la Sécurité sociale                                 | Chaban-Delmas                    | 18 juillet 1969   | 5 juillet 1972    |
| Marie-Madeleine Dienesch      | Secrétaire d'État à l'Action sociale et à la Réadaptation                                              | Jean Foyer            | Ministre de la Santé publique                                                           | Messmer 1                        | 6 juillet 1972    | 2 avril 1973      |
| Marie-Madeleine Dienesch      | Secrétaire d'État,                                                                                     | Michel Poniatowski    | Ministre de la Santé publique et de la Sécurité sociale                                 | Messmer 2 et 3                   | 5 avril 1973      | 28 mai 1974       |
| René Lenoir                   | Secrétaire d'État chargé de l'Action sociale,                                                          | Simone Veil           | Ministre de la Santé                                                                    | Chirac 1 et Barre 1              | 28 mai 1974       | 29 mars 1977      |
| René Lenoir                   | Secrétaire d'État,                                                                                     | Simone Veil           | Ministre de la Santé et de la Sécurité sociale                                          | Barre 2                          | 1er avril 1977    | 6 avril 1978      |
| Daniel Hoeffel                | Secrétaire d'État,                                                                                     | Simone Veil           | Ministre de la Santé et de la Famille                                                   | Barre 3                          | 6 avril 1978      | 4 juillet 1979    |
| Daniel Hoeffel                | Secrétaire d'État,                                                                                     | Jacques Barrot        | Ministre de la Santé et de la Sécurité sociale                                          | Barre 3                          | 4 juillet 1979    | 2 octobre 1980    |
| Rémy Montagne                 | Secrétaire d'État,                                                                                     | Jacques Barrot        | Ministre de la Santé et de la Sécurité sociale                                          | Barre 3                          | 2 octobre 1980    | 22 mai 1981       |
| Aucun                         | Aucun                                                                                                  | Aucun                 | Aucun                                                                                   | Mauroy 1, 2 et 3 Fabius Chirac 2 | 22 mai 1981       | 10 mai 1988       |
| Catherine Trautmann           | Secrétaire d'État chargé des Personnes âgées et des Handicapés                                         | Michel Delebarre      | Ministre des Affaires sociales et de l'Emploi                                           | Rocard 1                         | 13 mai 1988       | 28 juin 1988      |
| Michel Gillibert              | Secrétaire d'État chargé des Handicapés et des Accidentés de la vie                                    | Claude Évin           | Ministre de la Solidarité, de la Santé et de la Protection sociale                      | Rocard 2                         | 28 juin 1988      | 2 octobre 1990    |
| Michel Gillibert              | Secrétaire d'État chargé des Handicapés et des Accidentés de la vie                                    | Claude Évin           | Ministre des Affaires sociales et de la Solidarité                                      | Rocard 2                         | 2 octobre 1990    | 17 mai 1991       |
| Michel Gillibert              | Secrétaire d'État chargé des Handicapés et des Accidentés de la vie                                    | Jean-Louis Bianco     | Ministre des Affaires sociales et de l'Intégration                                      | Cresson                          | 17 mai 1991       | 4 avril 1992      |
| Michel Gillibert              | Secrétaire d'État aux Handicapés                                                                       | René Teulade          | Ministre des Affaires sociales et de l'Intégration                                      | Bérégovoy                        | 4 avril 1992      | 30 mars 1993      |
| Aucun                         | Aucun                                                                                                  | Aucun                 | Aucun                                                                                   | Balladur Juppé 1 et 2            | 30 mars 1993      | 2 juin 1997       |
| Aucun                         | Aucun                                                                                                  | Martine Aubry         | Ministre de l'Emploi et de la Solidarité                                                | Jospin                           | 4 juin 1997       | 17 novembre 1998  |
| Bernard Kouchner              | Secrétaire d’État chargée de la Santé et de l'Action sociale                                           | Martine Aubry         | Ministre de l'Emploi et de la Solidarité                                                | Jospin                           | 17 novembre 1998  | 28 juillet 1999   |
| Dominique Gillot              | Secrétaire d’État chargée de la Santé et de l'Action sociale                                           | Martine Aubry         | Ministre de l'Emploi et de la Solidarité                                                | Jospin                           | 28 juillet 1999   | 27 mars 2000      |
| Dominique Gillot              | Secrétaire d'État chargée de la Santé et des Handicapés                                                | Martine Aubry         | Ministre de l'Emploi et de la Solidarité                                                | Jospin                           | 27 mars 2000      | 18 octobre 2000   |
| Dominique Gillot              | Secrétaire d'État chargée de la Santé et des Handicapés                                                | Élisabeth Guigou      | Ministre de l'Emploi et de la Solidarité                                                | Jospin                           | 18 octobre 2000   | 6 février 2001    |
| Dominique Gillot              | Secrétaire d'État aux Personnes âgées et aux Personnes handicapées                                     | Élisabeth Guigou      | Ministre de l'Emploi et de la Solidarité                                                | Jospin                           | 6 février 2001    | 27 mars 2001      |
| Ségolène Royal                | Ministre délégué à la Famille, à l'Enfance et aux Personnes handicapées                                | Élisabeth Guigou      | Ministre de l'Emploi et de la Solidarité                                                | Jospin                           | 27 mars 2001      | 7 mai 2002        |
| Jean-François Mattei          | Ministre de la Santé, de la Famille et des Personnes handicapées                                       | Plein exercice        | Plein exercice                                                                          | Raffarin 1                       | 7 mai 2002        | 17 juin 2002      |
| Marie-Thérèse Boisseau        | Secrétaire d'État aux Personnes handicapées,                                                           | Jean-François Mattei  | Ministre de la Santé, de la Famille et des Personnes handicapées                        | Raffarin 2                       | 17 juin 2002      | 30 mars 2004      |
| Marie-Anne Montchamp          | Secrétaire d'État aux Personnes handicapées,                                                           | Philippe Douste-Blazy | Ministre de la Santé et de la protection sociale                                        | Raffarin 3                       | 31 mars 2004      | 28 novembre 2004  |
| Marie-Anne Montchamp          | Secrétaire d'État aux Personnes handicapées,                                                           | Philippe Douste-Blazy | Ministre des Solidarités, de la Santé et de la Famille                                  | Raffarin 3                       | 29 novembre 2004  | 31 mai 2005       |
| Philippe Bas                  | Ministre délégué à la Sécurité sociale, aux Personnes âgées, aux Personnes handicapées et à la Famille | Xavier Bertrand       | Ministre de la Santé et des Solidarités                                                 | de Villepin                      | 2 juin 2005       | 26 mars 2007      |
| Aucun                         | Aucun                                                                                                  | Philippe Bas          | Ministre de la Santé et des Solidarités                                                 | de Villepin                      | 26 mars 2007      | 15 mai 2007       |
| Aucun                         | Aucun                                                                                                  | Aucun                 | Aucun                                                                                   | Fillon 1, 2 et 3                 | 18 mai 2007       | 10 mai 2012       |
| Marie-Arlette Carlotti        | Ministre déléguée chargée des Personnes handicapées                                                    | Marisol Touraine      | Ministre des Affaires sociales et de la Santé                                           | Ayrault 1                        | 16 mai 2012       | 20 juin 2012      |
| Marie-Arlette Carlotti        | Ministre déléguée chargée des Personnes handicapées et de la Lutte contre l'exclusion                  | Marisol Touraine      | Ministre des Affaires sociales et de la Santé                                           | Ayrault 2                        | 21 juin 2012      | 31 mars 2014      |
| Ségolène Neuville             | Secrétaire d'État chargée des Personnes handicapées et de la Lutte contre l'exclusion                  | Marisol Touraine      | Ministre des Affaires sociales et de la Santé                                           | Valls 1                          | 9 avril 2014      | 25 août 2014      |
| Ségolène Neuville             | Secrétaire d'État chargée des Personnes handicapées et de la Lutte contre l'exclusion                  | Marisol Touraine      | Ministre des Affaires sociales, de la Santé et des Droits des femmes                    | Valls 2                          | 26 août 2014      | 11 février 2016   |
| Ségolène Neuville             | Secrétaire d'État chargée des Personnes handicapées et de la Lutte contre l'exclusion                  | Marisol Touraine      | Ministre des Affaires sociales et de la Santé                                           | Valls 2                          | 11 février 2016   | 6 décembre 2016   |
| Ségolène Neuville             | Secrétaire d'État chargée des Personnes handicapées et de la Lutte contre l'exclusion                  | Marisol Touraine      | Ministre des Affaires sociales et de la Santé                                           | Cazeneuve                        | 6 décembre 2016   | 15 mai 2017       |
| Sophie Cluzel                 | Secrétaire d'État chargée des Personnes handicapées                                                    | Édouard Philippe      | Premier ministre                                                                        | Philippe 1 et 2                  | 17 mai 2017       | 7 juillet 2020    |
| Sophie Cluzel                 | Secrétaire d'État chargée des Personnes handicapées                                                    | Jean Castex           | Premier ministre                                                                        | Castex                           | 26 juillet 2020   | 20 mai 2022       |
| Damien Abad                   | Ministre des Solidarités, de l'Autonomie et des Personnes handicapées                                  | Plein exercice        | Plein exercice                                                                          | Borne                            | 20 mai 2022       | 4 juillet 2022    |
| Geneviève Darrieussecq        | Ministre déléguée chargée des Personnes handicapées,                                                   | Jean-Christophe Combe | Ministre des Solidarités, de l'Autonomie et des Personnes handicapées                   | Borne                            | 4 juillet 2022    | 20 juillet 2023   |
| Fadila Khattabi               | Ministre déléguée chargée des Personnes handicapées,                                                   | Aurore Bergé          | Ministre des Solidarités et des Familles                                                | Borne                            | 20 juillet 2023   | 11 janvier 2024   |
| Fadila Khattabi               | Ministre déléguée chargée des Personnes âgées et des Personnes handicapées                             | Catherine Vautrin     | Ministre du Travail, de la Santé et des Solidarités                                     | Attal                            | 8 février 2024    | 21 septembre 2024 |
| Aucun                         | Aucun                                                                                                  | Aucun                 | Aucun                                                                                   | Barnier                          | 21 septembre 2024 | 27 septembre 2024 |
| Charlotte Parmentier-Lecocq   | Ministre déléguée chargée des Personnes en situation de handicap                                       | Paul Christophe       | Ministre des Solidarités, de l'Autonomie et de l'Égalité entre les femmes et les hommes | Barnier                          | 27 septembre 2024 | 23 décembre 2024  |
| Charlotte Parmentier-Lecocq   | Ministre déléguée chargée de l'Autonomie et du Handicap                                                | Catherine Vautrin     | Ministre du Travail, de la Santé, des Solidarités et des Familles                       | Bayrou                           | 23 décembre 2024  | (en cours)        |

## Polémique lors de la nomination du gouvernement Barnier
En 2024, le gouvernement Michel Barnier ne comprend pas de ministère de plein exercice, ou même de ministère délégué ou secrétariat d'État, explicitement chargé de la question du handicap, ce qui constitue une première depuis 2012. Les personnes handicapées, regroupées avec les personnes âgées sous le terme « Autonomie », comme la dénomination de « ministre déléguée chargée des Personnes âgées et des Personnes handicapées » sous le gouvernement Gabriel Attal, avec Fadila Khattabi, relèvent néanmoins du périmètre ministériel confié à Paul Christophe, ministre des Solidarités, de l'Autonomie et de l'Égalité entre les femmes et les hommes.
Ce choix de Michel Barnier est fortement dénoncé par plusieurs militants et responsables associatifs,,,, ou personnalités, comme Philippe Croizon qui relève « un manque de considération » à l'égard des concernés et une forme d'hypocrisie, cette décision suivant de quelques jours la clôture des Jeux paralympiques de Paris.
Face à la polémique, Charlotte Parmentier-Lecocq est finalement annoncée à ce portefeuille, qui ne comprend plus les personnes âgées et où l'expression « Personnes en situation de handicap » est pour la première fois privilégiée, lors de l'ajustement gouvernemental du 27 septembre 2024, où est également nommé Jean-Louis Thiériot.